# Dortherbeek Oost

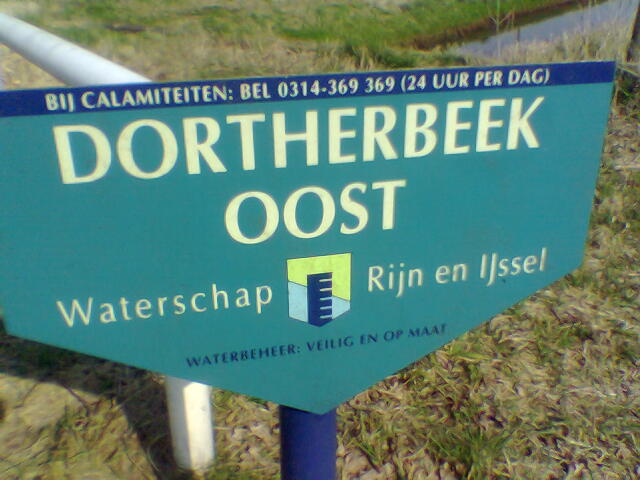
Bordje langs Holterweg

De Dortherbeek Oost stroomt vanaf Markelo langs Verwolde, door het buitengebied van Laren, richting Kring van Dorth.

## Fauna
Er komen in deze beek veel vissoorten voor zoals voorn, baars, Brasem, snoek, blei en zeelt.
Ook komt er een rijk scala aan vogelsoorten voor: knobbelzwaan, wilde eend, waterhoentje, meerkoet en aalscholver.

## Foto's

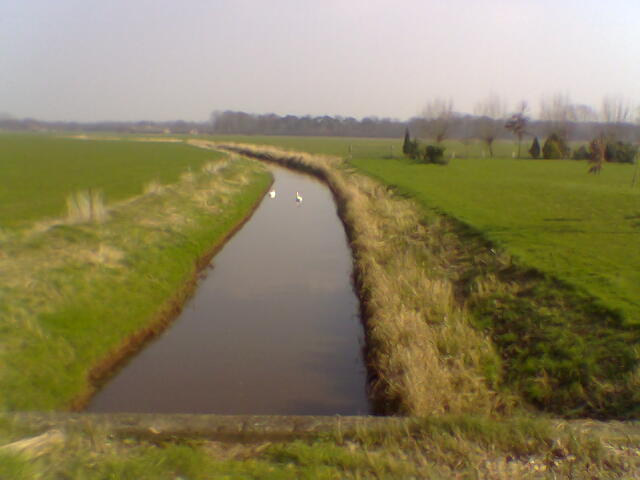
Beek gezien vanaf Holterweg met 2 zwanen
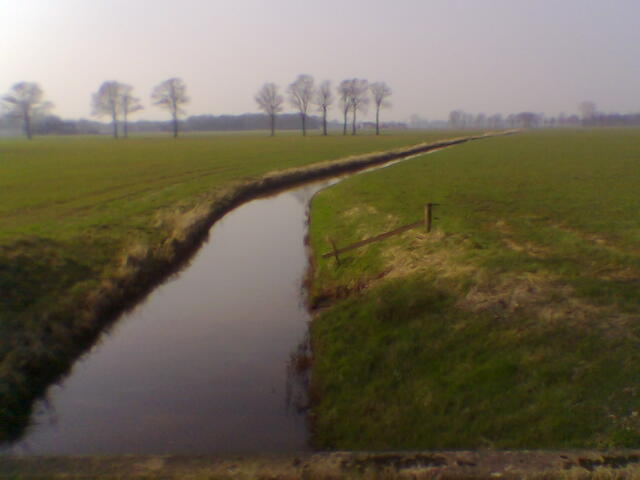
Beek gezien vanaf Holterweg